# Persone di nome Victor/Calciatori
| Questa pagina contiene informazioni ricavate automaticamente dalle voci biografiche con l'ausilio del template Bio e di un bot. L'aggiornamento è periodico e automatico e ricostruisce completamente la pagina. Se manca una persona in questa lista, sei pregato di non aggiungerla, ma accertati piuttosto che la sua voce biografica contenga il template Bio e che i dati anagrafici siano correttamente compilati. Se il template Bio manca, inseriscilo tu stesso o, in alternativa, metti l'avviso {{tmp\|Bio}} che ne segnala la mancanza. Se i dati riportati sono sbagliati, correggi direttamente la voce biografica; le modifiche saranno visibili in questa lista entro pochi giorni. Per chiarimenti vedi il progetto antroponimi. La lista contiene solo le 107 persone che sono citate nell'enciclopedia e per le quali è stato implementato correttamente il template Bio. Pagina aggiornata al 22 lug 2025. |

Questa è una lista di persone presenti nell'enciclopedia che hanno il nome Victor e sono calciatori.

## A(5)
- Victor Adamina, calciatore svizzero (Berna, n. 1889 - Berna, † 1958)
- Victor Agali, ex calciatore nigeriano (Okpanam, n. 1978)
- Victor Andrade, calciatore brasiliano (Aracaju, n. 1995)
- Victor Anichebe, ex calciatore nigeriano (Lagos, n. 1988)
- Vitinho, calciatore brasiliano (Recife, n. 2000)

## B(9)
- Victor Bak Jensen, calciatore danese (Østerild, n. 2003)
- Victor Berco, ex calciatore moldavo (Bălți, n. 1979)
- Victor Demba Bindia, calciatore senegalese (Boutoupa, n. 1989)
- Victor Bobsin, calciatore brasiliano (Osório, n. 2000)
- Victor Bogaciuc, calciatore moldavo (n. 1999)
- Victor Boniface, calciatore nigeriano (Lagos, n. 2000)
- Vic Buckingham, calciatore e allenatore di calcio inglese (Greenwich, n. 1915 - Chichester, † 1995)
- Victor Bulat, ex calciatore moldavo (Tiraspol, n. 1985)
- Victor Leandro Bagy, ex calciatore brasiliano (Santo Anastácio, n. 1983)

## C(5)
- Victor Carlund, calciatore svedese (n. 1906 - † 1985)
- Víctor Castro, ex calciatore e ex giocatore di calcio a 5 costaricano (n. 1959)
- Victor Luis, calciatore brasiliano (San Paolo, n. 1993)
- Victor Correia, ex calciatore guineano (Conakry, n. 1985)
- Vitinho, calciatore brasiliano (Rio de Janeiro, n. 1993)

## D(8)
- Victor Deniran, ex calciatore nigeriano (Lagos, n. 1990)
- Victor Denis, calciatore francese (La Gorgue, n. 1889 - Fleury-les-Aubrais, † 1972)
- Victor Dican, calciatore rumeno (Râmnicu Vâlcea, n. 2000)
- Victor da Silva Medeiros, ex calciatore brasiliano (n. 1989)
- Victor Gabriel, calciatore brasiliano (Tuntum, n. 2004)
- Victor Da Silva, calciatore brasiliano (Cuiabá, n. 1995)
- Vitinho, calciatore brasiliano (Belo Horizonte, n. 1999)
- Victor Paraíba, calciatore brasiliano (Campina Grande, n. 1998)

## E(2)
- Victor Edvardsen, calciatore svedese (Göteborg, n. 1996)
- Victor Eriksson, calciatore svedese (n. 2000)

## F(4)
- Victor Farvacques, calciatore francese (n. 1902 - † 1940)
- Victor Feller, calciatore lussemburghese (Dudelange, n. 1923 - Diekirch, † 1997)
- Victor Ferraz, calciatore brasiliano (João Pessoa, n. 1988)
- Victor Ferreyra, ex calciatore argentino (Río Tercero, n. 1964)

## G(8)
- Victor Bolt, calciatore brasiliano (Rio de Janeiro, n. 1987)
- Victor Gamaldo, ex calciatore trinidadiano (Port of Spain, n. 1944)
- Victor García, calciatore salvadoregno (Usulután, n. 1995)
- Victor Golovatenco, ex calciatore moldavo (Chișinău, n. 1984)
- Vic Gonsalves, calciatore olandese (Cirebon, n. 1887 - Amsterdam, † 1922)
- Victor Amaro, ex calciatore brasiliano (Rio de Janeiro, n. 1987)
- Vic Groves, calciatore inglese (Stepney, n. 1932 - † 2015)
- Victor Hugo, calciatore brasiliano (Rio de Janeiro, n. 2004)

## H(3)
- Vic Halom, ex calciatore e allenatore di calcio inglese (Swadlincote, n. 1948)
- Victor Hitzel, calciatore francese (Levallois-Perret, n. 1883 - Bucy-le-Long, † 1915)
- Victor Houet, calciatore belga (Liegi, n. 1900)

## I(3)
- Victor Igbekoyi, ex calciatore nigeriano (Ondo City, n. 1986)
- Victor Igbonefo, calciatore nigeriano (Enugu, n. 1985)
- Victor Ikpeba, ex calciatore nigeriano (Benin City, n. 1973)

## J(1)
- Victor Jensen, calciatore danese (Hvidovre, n. 2000)

## K(5)
- Victor Kamhuka, calciatore zimbabwese (Harare, n. 1990)
- Victor Karlsson, calciatore svedese (n. 2001)
- Vic Keeble, calciatore inglese (Colchester, n. 1930 - Essex, † 2018)
- Victor Kodelja, ex calciatore canadese (Capua, n. 1951)
- Victor Kristiansen, calciatore danese (Copenaghen, n. 2002)

## L(6)
- Victor Larsson, calciatore svedese (n. 2000)
- Victor Lekhal, calciatore francese (Fécamp, n. 1994)
- Victor Lemberechts, calciatore belga (Mechelen, n. 1924 - † 1992)
- Victor Lind, calciatore danese (Herning, n. 2003)
- Victor Lobry, calciatore francese (Soissons, n. 1995)
- Victor Loturi, calciatore canadese (Calgary, n. 2001)

## M(13)
- Victor Majérus, calciatore lussemburghese (Esch-sur-Alzette, n. 1913 - Lussemburgo, † 1978)
- Victor Mansaray, calciatore sierraleonese (Freetown, n. 1997)
- Victor Marian, ex calciatore moldavo (Chișinău, n. 1984)
- Victor Massaia, calciatore brasiliano (n. 1992)
- Victor Mees, calciatore belga (Schoten, n. 1927 - † 2012)
- Victor Mendy, ex calciatore senegalese (Dakar, n. 1981)
- Víctor Hugo Montaño, ex calciatore colombiano (Cali, n. 1984)
- Victor Moses, calciatore nigeriano (Kaduna, n. 1990)
- Vitinho, calciatore brasiliano (Guarulhos, n. 2000)
- Victor Froholdt, calciatore danese (n. 2006)
- Victor Ekani, calciatore camerunese (n. 1997)
- Victor Mudrac, calciatore moldavo (Tiraspol, n. 1994)
- Victor Mattos Cardozo, calciatore brasiliano (Sapucaia, n. 1989)

## N(8)
- Victor Namo, ex calciatore nigeriano (Ibadan, n. 1988)
- Victor Ndip, ex calciatore camerunese (n. 1967)
- Victor Nelsson, calciatore danese (Hornbæk, n. 1998)
- Victor Neves Rangel, calciatore brasiliano (Serra, n. 1990)
- Victor Lindelöf, calciatore svedese (Västerås, n. 1994)
- Victor Nogueira, ex calciatore e ex giocatore di calcio a 5 portoghese (Lourenço Marques, n. 1959)
- Victor Nyirenda, calciatore malawiano (Blantyre, n. 1988)
- Victor Nysted, calciatore norvegese (n. 1889 - † 1949)

## O(6)
- Victor Obinna, ex calciatore nigeriano (Jos, n. 1987)
- Victor Olatunji, calciatore nigeriano (Sokoto, n. 1999)
- Victor Oliveira, calciatore brasiliano (Conceição do Araguaia, n. 1994)
- Victor Orakpo, calciatore nigeriano (n. 2006)
- Víctor Ortíz, calciatore honduregno (Jutiapa, n. 1990)
- Victor Osimhen, calciatore nigeriano (Lagos, n. 1998)

## P(2)
- PC, ex calciatore brasiliano (San Paolo, n. 1994)
- Victor Putmans, calciatore belga (Namur, n. 1914 - Marchin, † 1989)

## R(2)
- Victor Hugo Ramos de Souza, calciatore brasiliano (Bela Vista do Paraíso, n. 2004)
- Victor Ramos Ferreira, ex calciatore brasiliano (Salvador, n. 1989)

## S(9)
- Victor Braga, calciatore brasiliano (Salvador, n. 1992)
- Kanu, calciatore brasiliano (Duque de Caxias, n. 1997)
- Víctor Hugo Sarabia, ex calciatore cileno (Iquique, n. 1983)
- Victor Scerri, calciatore maltese (n. 1929 - † 2019)
- Victor Sergent, calciatore francese (Saint-Raphaël, n. 1886 - Arlay, † 1923)
- Victor Sikora, ex calciatore olandese (Deventer, n. 1978)
- Victor Simões, ex calciatore brasiliano (Rio de Janeiro, n. 1981)
- Victor Stînă, calciatore moldavo (Gura Galbenei, n. 1998)
- Vitinho, calciatore brasiliano (San Paolo, n. 1998)

## T(1)
- Victor Torp, calciatore danese (Lemvig, n. 1999)

## U(1)
- Victor Ulloa, calciatore messicano (Ciudad Juárez, n. 1992)

## V(1)
- Victor van den Bogert, calciatore olandese (Utrecht, n. 1999)

## W(4)
- Victor Wanyama, calciatore keniano (Nairobi, n. 1991)
- Vic Watson, calciatore inglese (Girton, n. 1897 - Girton, † 1988)
- Victor Wernersson, calciatore svedese (Malmö, n. 1995)
- Victor Wégria, calciatore belga (n. 1936 - † 2008)

## Á(1)
- Viti Rozada, calciatore spagnolo (Pola de Laviana, n. 1997)